# Raquel Sánchez-Silva
Raquel Sánchez-Silva (Plasència, 1973) presentadora i periodista espanyola.
Després d'acabar periodisme, va començar a treballar en una televisió local de Plasència, més tard va presentar els informatius de Telemadrid i després va començar a treballar per a Canal plus (Noche de los Oscars, La hora wiki) i Cuatro (Soy lo que como, Noche Cuatro, Idénticos, Noche Manga, Oído Cocina, Supernanny, reportatges sobre House, MD o Grey's Anatomy).
El 22 de juliol de 2012 Raquel Sánchez Silva va contraure matrimoni amb Mario Biondo (1982 a 2013), un càmera italià a qui va conèixer en el reality Supervivents 2011 i amb el qual portava un any de relacions. Es van casar a Taormina, Sicília, lloc d'origen del marit. El 30 de maig de 2013, el cos de Mario Biondo va aparèixer sense vida a la seva casa de Madrid. La seva mort va generar controvèrsia, ja que la família de Biondo assenyala que el càmera havia mort per homicidi, mentre que els informes policials no van veure indicis de criminalitat, atribuint la mort a un suïcidi per penjament.

## Programes
- Expedición Imposible, (2013)
- Perdidos en la ciudad, (2012) - (2013)
- El Cubo, (2012)[2]
- Perdidos en la tribu, (2012)
- Acorralados, (2011)
- Supervivientes (2011)
- Pekin Express, (2009) - (2010)
- Sanfermines, (2009)
- Visto y Oído, (2008)
- Ajuste de cuentas, (2008)
- S.O.S. Adolescentes, (2007)-(2008)
- ¡Qué desperdicio!, (2007)
- Soy lo que como, (2007)
- Supernanny, (2006)
- Oído Cocina, (2006)
- Noche Cuatro, (2005)
- Superhuman (2005)
- La hora wiki (2004-2005)
- Maestros de la costura (2018)

## Llibres
- Cambio príncipe por lobo feroz (2008)